# KNVB Beker 1925
Het seizoen 1925 van de KNVB Beker was de 23ste editie van de Nederlandse voetbalcompetitie met als inzet de NVB beker.  ZFC won de beker, door in Utrecht in de finale Xerxes met 5-1 te verslaan.

## Speeldata
| Ronde         | speeldata                          |
| ------------- | ---------------------------------- |
| Eerste Ronde  | 1 en 7 maart 1925                  |
| Tussenronde   | 8 maart 1925                       |
| Tweede Ronde  | 15 en 21 maart 1925                |
| Derde Ronde   | 22 en 29 maart, 5 en 12 april 1925 |
| Vierde Ronde  | 29 maart, 5, 19 en 26 april 1925   |
| Kwartfinales  | 10 mei 1925                        |
| Halve finales | 24 mei 1925                        |
| Finale        | 1 juni 1925                        |

## Deelnemers
Toegelaten tot de competitie:
- 45 clubs uit de Eerste Klasse;
- 60 clubs uit de Tweede Klasse;
- 51 clubs uit de Derde Klasse;
- 15 clubs uit de Vierde Klasse;
- 10 Erkende Bonden.

## Wedstrijden

### Eerste ronde
| Datum    | Thuis                               | Uitslag    | Uit                            |
| -------- | ----------------------------------- | ---------- | ------------------------------ |
| 01.03.25 | Avanti (Amsterdam)                  | 1:1        | ADW                            |
| 01.03.25 | Blauw-Wit (Amsterdam)               | 12:0       | de Meteoor                     |
| 01.03.25 | ODE (Amsterdam)                     | 6:0        | Elektra                        |
| 01.03.25 | KVV (Krommenie)                     | 1:6        | Hortus (Amsterdam)             |
| 01.03.25 | Amstel (Amsterdam)                  | 0:0        | Oosterpark                     |
| 01.03.25 | Neerlandia (Amsterdam)              | 2:4        | DWS (Amsterdam)                |
| 01.03.25 | ARES (Utrecht)                      | 3:3        | Schoten (Haarlem)              |
| 01.03.25 | OSV (Oostzaan)                      | 0:1        | EVC (Edam)                     |
| 01.03.25 | Assendelft (Assendelft)             | 0:6        | HFC (Haarlem)                  |
| 01.03.25 | Swift (Amsterdam)                   | 0:4        | Haarlem (Haarlem)              |
| 01.03.25 | Laren (Laren)                       | 1:4        | Zandvoort (Zandvoort)          |
| 01.03.25 | EDW (Amsterdam)                     | 1:3        | DWV (Amsterdam)                |
| 01.03.25 | Alcmaria Victrix (Alkmaar)          | 2:4        | DEC (Amsterdam)                |
| 01.03.25 | DOS (Utrecht)                       | 5:2        | De Kennemers (Beverwijk)       |
| 01.03.25 | ZFC (Zaandam)                       | 3:0        | Velox (Utrecht)                |
| 01.03.25 | VVA (Amsterdam)                     | 1:2        | AFC (Amsterdam)                |
| 01.03.25 | Quick (Amersfoort)                  | 4:0        | VVGA                           |
| 01.03.25 | Watergraafsmeer (Amsterdam)         | 2:0        | West Frisia (Enkhuizen)        |
| 01.03.25 | Unitas (Gorinchem)                  | 4:0        | Zeeburgia (Amsterdam)          |
| 01.03.25 | Bloemendaal (Bloemendaal)           | 1:3        | Sparta (Rotterdam)             |
| 01.03.25 | VSV (Velserbroek)                   | 3:4        | Hilversum (Hilversum)          |
| 01.03.25 | Utrecht (Utrecht)                   | 0:0        | ZVV (Zaandam)                  |
| 01.03.25 | DONAR (Hilversum)                   | 1:0        | Helder (Den Helder)            |
| 01.03.25 | Voorwaarts (Utrecht)                | 1:1        | WFC (Wormerveer)               |
| 01.03.25 | Baarn (Baarn)                       | 0:1        | Scheveningen (Scheveningen)    |
| 01.03.25 | 't Gooi (Hilversum)                 | 5:0        | BFC (Bussum)                   |
| 01.03.25 | Quick (Den Haag)                    | 0:3        | Feyenoord (Rotterdam)          |
| 01.03.25 | Transvalia (Rotterdam)              | 3:5        | CVV (Rotterdam)                |
| 01.03.25 | Schiedam (Schiedam)                 | 1:3        | Neptunus (Rotterdam)           |
| 01.03.25 | Concordia (Delft)                   | 3:2        | HVV (Den Haag)                 |
| 01.03.25 | RFC (Rotterdam)                     | 7:3        | DHC                            |
| 01.03.25 | Vlaardingen (Vlaardingen)           | 2:4        | BMT (Den Haag)                 |
| 01.03.25 | Lugdunum (Leiden)                   | 0:0        | Nederlandsche Corinthians      |
| 01.03.25 | RVC (Den Haag)                      | 0:3        | Kampong (Utrecht)              |
| 01.03.25 | EDO (Haarlem)                       | 0:0        | Ajax (Amsterdam)               |
| 01.03.25 | RCH (Haarlem)                       | 2:0        | Stormvogels (IJmuiden)         |
| 01.03.25 | Schoonhoven (Schoonhoven)           | 2:1        | Fortuna                        |
| 01.03.25 | SVW (Gorinchem)                     | 1:1        | Hermes DVS (Schiedam)          |
| 01.03.25 | Excelsior (Rotterdam)               | 17:1       | SMV                            |
| 01.03.25 | Leonidas (Rotterdam)                | 3:0        | Culemborg (Culemborg)          |
| 01.03.25 | TOGO (Den Haag)                     | 1:8        | Hercules (Utrecht)             |
| 01.03.25 | ODS (Dordrecht)                     | 0:0        | UVV (Utrecht)                  |
| 01.03.25 | VUC (Den Haag)                      | 4:0        | DVV                            |
| 01.03.25 | HBS (Den Haag)                      | 1:3        | S.V.V.                         |
| 01.03.25 | MAAS (Maassluis)                    | 2:3        | Olimpia (Gouda)                |
| 01.03.25 | UDI (Rotterdam)                     | 3:1        | VDS (Den Haag)                 |
| 01.03.25 | Sliedrecht (Sliedrecht)             | 1:3        | DFC (Dordrecht)                |
| 01.03.25 | VIOS (Den Haag)                     | 5:4        | Steeds Hooger (Rotterdam)      |
| 01.03.25 | Vitesse (Arnhem)                    | 1:0        | PEC (Zwolle)                   |
| 01.03.25 | GVC (Wageningen)                    | 1:3        | Enschedese Boys (Enschede)     |
| 01.03.25 | Theothorne (Dieren)                 | 2:1        | De Tubanters (Enschede)        |
| 01.03.25 | Zwolsche Boys (Zwolle)              | 6:0        | Simson                         |
| 01.03.25 | Doesburg (Doesburg)                 | 0:6        | AGOVV (Apeldoorn)              |
| 01.03.25 | UD (Deventer)                       | 3:1        | Germanicus                     |
| 01.03.25 | BIC (Brummen)                       | 3:3        | WVC (Winterswijk)              |
| 01.03.25 | Quick (Nijmegen)                    | 2:3        | Arnhem (Arnhem)                |
| 01.03.25 | Wijhe (Wijhe)                       | 2:1        | Oosterbeek (Oosterbeek)        |
| 01.03.25 | Hengelo (Hengelo)                   | 13:0       | Apeldoornsche Boys (Apeldoorn) |
| 01.03.25 | Hertog Hendrik (Arnhem)             | 4:0        | Rigtersbleek (Enschede)        |
| 01.03.25 | Enschede (Enschede)                 | 4:2        | NEC (Nijmegen)                 |
| 01.03.25 | Hattem (Hattem)                     | 0:0        | VVO (Velp)                     |
| 01.03.25 | Doetinchem (Doetinchem)             | 2:2        | Eendracht                      |
| 01.03.25 | DOTO (Deventer)                     | 4:0        | Rheden (Rheden)                |
| 01.03.25 | AVW (Arnhem)                        | 2:4        | Theole (Tiel)                  |
| 01.03.25 | Be Quick (Zutphen)                  | 1:1        | Wageningen (Wageningen)        |
| 01.03.25 | Waalwijk (Waalwijk)                 | 1:4        | Alliance (Rosendal)            |
| 01.03.25 | WSC (Besoyen)                       | 0:3        | BVV ('s-Hertogenbosch)         |
| 01.03.25 | Middelburg (Middelburg)             | 1:1        | Boxtel (Boxtel)                |
| 01.03.25 | LONGA (Tilburg)                     | 3:1        | Eindhoven (Eindhoven)          |
| 01.03.25 | Willem II (Tilburg)                 | 2:2        | Bredania (Breda)               |
| 01.03.25 | PSV (Eindhoven)                     | 1:0        | Helmond (Helmond)              |
| 01.03.25 | TSC (Oosterhout)                    | 3:1        | Vlissingen (Vlissingen)        |
| 01.03.25 | Bato (Winschoten)                   | 2:3        | GVV (Groningen)                |
| 01.03.25 | Velocitas (Groningen)               | 5:3        | Achilles (Assen)               |
| 01.03.25 | Wilhelmina (‘s-Hertogenbosch)       | 4:1        | NAC (Breda)                    |
| 01.03.25 | Steenwijk (Steenwijk)               | 2:5        | Be Quick (Groningen)           |
| 01.03.25 | Robur et Velocitas (Apeldoorn)      | 3:1        | ZAC (Zwolle)                   |
| 01.03.25 | THB (Haarlem)                       | 1:1        | Allen Weerbaar (Bussum)        |
| 07.03.25 | SDW (Amsterdam)                     | 6:0        | NSU (Utrecht)                  |
| 07.03.25 | HRC (Den Helder)                    | 1:2        | Hollandia (Hoorn)              |
| 07.03.25 | ADO (Den Haag)                      | 4:3        | DCL (Rotterdam)                |
| 07.03.25 | SIOD (Rotterdam)                    | 5:0        | Saturnus                       |
| 07.03.25 | Gouda (Gouda)                       | 1:1        | DHS                            |
| 07.03.25 | UVS (Leiden)                        | 1:7        | Xerxes (Rotterdam)             |
| 07.03.25 | Go Ahead (Deventer)                 | 0:5        | Heracles (Almelo)              |
| 07.03.25 | Friesland (Leeuwarden)              | 6:0        | WVV (Winschoten)               |
| 07.03.25 | Leeuwarden (Leeuwarden)             | 6:0        | Frisia (Leeuwarden)            |
| 07.03.25 | Celeritas (Den Haag)                | 1:4        | LSV (Leerdam)                  |
|          | Apeldoorn (Apeldoorn)               | 0:1        | Tubantia (Hengelo)             |
|          | ASC (Leiden)                        | vrijgeloot |                                |
|          | 's-Gravenzandse VV ('s-Gravenzande) | vrijgeloot |                                |
|          | Roermond (Roermond)                 | vrijgeloot |                                |

### Tussenronde
| Datum    | Thuis                               | Uitslag | Uit                            |
| -------- | ----------------------------------- | ------- | ------------------------------ |
| 08.03.25 | ASC (Leiden)                        | 5:2     | ADW                            |
| 08.03.25 | Haarlem (Haarlem)                   | 1:1     | DOS (Utrecht)                  |
| 08.03.25 | Blauw-Wit (Amsterdam)               | 3:4     | Unitas (Gorinchem)             |
| 08.03.25 | Zandvoort (Zandvoort)               | 1:2     | AFC (Amsterdam)                |
| 08.03.25 | ODE (Amsterdam)                     | 1:4     | ZFC (Zaandam)                  |
| 08.03.25 | DWV (Amsterdam)                     | 4:1     | Allen Weerbaar (Bussum)        |
| 08.03.25 | Hortus (Amsterdam)                  | 2:3     | WFC (Wormerveer)               |
| 08.03.25 | ZVV (Zaandam)                       | 2:1     | Oosterpark                     |
| 08.03.25 | Schoten (Haarlem)                   | 3:1     | Scheveningen (Scheveningen)    |
| 08.03.25 | DEC (Amsterdam)                     | 1:2     | 't Gooi (Hilversum)            |
| 08.03.25 | CVV (Rotterdam)                     | 3:1     | Hermes DVS (Schiedam)          |
| 08.03.25 | BMT (Den Haag)                      | 3:0     | Olimpia (Gouda)                |
| 08.03.25 | RCH (Haarlem)                       | 3:4     | Excelsior (Rotterdam)          |
| 08.03.25 | LSV (Leerdam)                       | 0:0     | Nederlandsche Corinthians      |
| 08.03.25 | Leonidas (Rotterdam)                | 1:2     | Hercules (Utrecht)             |
| 08.03.25 | UVV (Utrecht)                       | 1:1     | VUC (Den Haag)                 |
| 08.03.25 | 's-Gravenzandse VV ('s-Gravenzande) | 2:3     | S.V.V.                         |
| 08.03.25 | Arnhem (Arnhem)                     | 2:2     | UD (Deventer)                  |
| 08.03.25 | WVC (Winterswijk)                   | 2:3     | Wageningen (Wageningen)        |
| 08.03.25 | Tubantia (Hengelo)                  | 2:2     | DOTO (Deventer)                |
| 08.03.25 | AGOVV (Apeldoorn)                   | 3:0     | Hertog Hendrik (Arnhem)        |
| 08.03.25 | Hengelo (Hengelo)                   | 3:3     | Zwolsche Boys (Zwolle)         |
| 08.03.25 | Enschedese Boys (Enschede)          | 0:6     | Enschede (Enschede)            |
| 08.03.25 | Theothorne (Dieren)                 | 0:6     | Robur et Velocitas (Apeldoorn) |
| 08.03.25 | Vitesse (Arnhem)                    | 6:0     | VVO (Velp)                     |
| 08.03.25 | TSC (Oosterhout)                    | 3:2     | LONGA (Tilburg)                |
| 08.03.25 | Boxtel (Boxtel)                     | 1:1     | BVV ('s-Hertogenbosch)         |
| 08.03.25 | Velocitas (Groningen)               | 2:2     | GVV (Groningen)                |

### Tweede ronde
| Datum    | Thuis                          | Uitslag | Uit                           |
| -------- | ------------------------------ | ------- | ----------------------------- |
| 15.03.25 | Schoten (Haarlem)              | 1:3     | ZFC (Zaandam)                 |
| 15.03.25 | ASC (Leiden)                   | 0:2     | DWS (Amsterdam)               |
| 15.03.25 | Kampong (Utrecht)              | 0:1     | ADO (Den Haag)                |
| 15.03.25 | Feyenoord (Rotterdam)          | 5:0     | Sparta (Rotterdam)            |
| 15.03.25 | Concordia (Delft)              | 1:0     | RFC (Rotterdam)               |
| 15.03.25 | Robur et Velocitas (Apeldoorn) | 0:0     | Zwolsche Boys (Zwolle)        |
| 15.03.25 | Wageningen (Wageningen)        | 1:0     | Eendracht                     |
| 15.03.25 | AGOVV (Apeldoorn)              | 3:0     | Wijhe (Wijhe)                 |
| 15.03.25 | Bredania (Breda)               | 1:2     | Roermond (Roermond)           |
| 15.03.25 | Leeuwarden (Leeuwarden)        | 2:4     | Friesland (Leeuwarden)        |
| 15.03.25 | Quick (Amersfoort)             | 0:3     | Hilversum (Hilversum)         |
| 15.03.25 | Theole (Tiel)                  | 1:0     | UD (Deventer)                 |
| 15.03.25 | Be Quick (Groningen)           | 0:1     | GVV (Groningen)               |
| 15.03.25 | Heracles (Almelo)              | 1:1     | DOTO (Deventer)               |
| 15.03.25 | DONAR (Hilversum)              | 2:0     | AFC (Amsterdam)               |
| 15.03.25 | ZVV (Zaandam)                  | 1:4     | 't Gooi (Hilversum)           |
| 15.03.25 | BMT (Den Haag)                 | 3:0     | UDI (Rotterdam)               |
| 15.03.25 | Unitas (Gorinchem)             | 0:1     | Xerxes (Rotterdam)            |
| 15.03.25 | Alliance (Rosendal)            | 0:4     | Nederlandsche Corinthians     |
| 15.03.25 | Excelsior (Rotterdam)          | 3:1     | S.V.V.                        |
| 15.03.25 | Hercules (Utrecht)             | 3:0     | VUC (Den Haag)                |
| 15.03.25 | Vitesse (Arnhem)               | 1:2     | Enschede (Enschede)           |
| 15.03.25 | Ajax (Amsterdam)               | 8:2     | VIOS (Den Haag)               |
| 15.03.25 | SIOD (Rotterdam)               | 0:0     | CVV (Rotterdam)               |
| 15.03.25 | WFC (Wormerveer)               | 2:0     | EVC (Edam)                    |
| 15.03.25 | TSC (Oosterhout)               | 2:5     | BVV ('s-Hertogenbosch)        |
| 21.03.25 | Hollandia (Hoorn)              | 0:0     | SDW (Amsterdam)               |
| 21.03.25 | Watergraafsmeer (Amsterdam)    | 2:4     | DOS (Utrecht)                 |
| 21.03.25 | Schoonhoven (Schoonhoven)      | 2:5     | Neptunus (Rotterdam)          |
| 21.03.25 | DFC (Dordrecht)                | 7:0     | DHS                           |
| 21.03.25 | HFC (Haarlem)                  | 1:0     | DWV (Amsterdam)               |
| 21.03.25 | PSV (Eindhoven)                | 0:6     | Wilhelmina (‘s-Hertogenbosch) |

### Derde ronde
| Datum    | Thuis                   | Uitslag | Uit                           |
| -------- | ----------------------- | ------- | ----------------------------- |
| 22.03.25 | ZFC (Zaandam)           | 5:3     | DOTO (Deventer)               |
| 22.03.25 | DWS (Amsterdam)         | 2:1     | DONAR (Hilversum)             |
| 22.03.25 | ADO (Den Haag)          | 3:3     | 't Gooi (Hilversum)           |
| 22.03.25 | Feyenoord (Rotterdam)   | 2:0     | BMT (Den Haag)                |
| 22.03.25 | Concordia (Delft)       | 0:2     | Xerxes (Rotterdam)            |
| 22.03.25 | Zwolsche Boys (Zwolle)  | 3:2     | Nederlandsche Corinthians     |
| 22.03.25 | Wageningen (Wageningen) | 0:1     | Excelsior (Rotterdam)         |
| 22.03.25 | AGOVV (Apeldoorn)       | 7:2     | Hercules (Utrecht)            |
| 22.03.25 | Roermond (Roermond)     | 0:4     | Enschede (Enschede)           |
| 22.03.25 | Friesland (Leeuwarden)  | 1:3     | Ajax (Amsterdam)              |
| 29.03.25 | Hilversum (Hilversum)   | 1:1     | DFC (Dordrecht)               |
| 29.03.25 | SDW (Amsterdam)         | 1:2     | CVV (Rotterdam)               |
| 05.04.25 | DOS (Utrecht)           | 0:0     | WFC (Wormerveer)              |
| 05.04.25 | Theole (Tiel)           | 0:1     | HFC (Haarlem)                 |
| 12.04.25 | Neptunus (Rotterdam)    | 2:0     | BVV ('s-Hertogenbosch)        |
| 12.04.25 | GVV (Groningen)         | 0:13    | Wilhelmina (‘s-Hertogenbosch) |

### Vierde ronde
| Datum    | Thuis                         | Uitslag | Uit                    |
| -------- | ----------------------------- | ------- | ---------------------- |
| 29.03.25 | AGOVV (Apeldoorn)             | 1:1     | ZFC (Zaandam)          |
| 29.03.25 | Excelsior (Rotterdam)         | 5:1     | 't Gooi (Hilversum)    |
| 05.04.25 | DFC (Dordrecht)               | 1:1     | Zwolsche Boys (Zwolle) |
| 05.04.25 | CVV (Rotterdam)               | 2:1     | Ajax (Amsterdam)       |
| 19.04.25 | Wilhelmina (‘s-Hertogenbosch) | 6:0     | DWS (Amsterdam)        |
| 19.04.25 | Xerxes (Rotterdam)            | 1:0     | WFC (Wormerveer)       |
| 19.04.25 | Neptunus (Rotterdam)          | 2:1     | Feyenoord (Rotterdam)  |
| 26.04.25 | Enschede (Enschede)           | 8:1     | HFC (Haarlem)          |

### Kwartfinales
| Datum    | Thuis                         | Uitslag | Uit                   |
| -------- | ----------------------------- | ------- | --------------------- |
| 10.05.25 | Zwolsche Boys (Zwolle)        | 1:1     | Xerxes (Rotterdam)    |
| 10.05.25 | Wilhelmina (‘s-Hertogenbosch) | 6:0     | CVV (Rotterdam)       |
| 10.05.25 | ZFC (Zaandam)                 | 3:1     | Excelsior (Rotterdam) |
| 10.05.25 | Enschede (Enschede)           | 6:0     | Neptunus (Rotterdam)  |

### Halve finales
| Datum    | Thuis                         | Uitslag | Uit                |
| -------- | ----------------------------- | ------- | ------------------ |
| 24.05.25 | Enschede (Enschede)           | 0:3     | Xerxes (Rotterdam) |
| 24.05.25 | Wilhelmina ('s-Hertogenbosch) | 2:4     | ZFC (Zaandam)      |

### Finale
|                              |                      |               |                                                     |                                                     |
| 1 juni 1925 Finale NVB Beker | Xerxes               | 1 – 5 (1 – 3) | ZFC                                                 | UVV, Utrecht Toeschouwers: ? Scheidsrechter: Vrught |
| 1 juni 1925 Finale NVB Beker | van Rooij (e.d. 20') | (report)      | Hoogmoed 3' Potse 10' Schoen 40' Schoen ?' Potse ?' | UVV, Utrecht Toeschouwers: ? Scheidsrechter: Vrught |

| Xerxes: |                     |
|         |                     |
| GK      | Voskuijl            |
| CB      | Kalkman             |
| CB      | den Winter          |
| CM      | van den Meer        |
| CM      | van den Broek (sr.) |
| CM      | Blok                |
| RW      | Verbeek             |
| CF      | van den Broek (jr.) |
| CF      | van Zeijl           |
| CF      | Mulder              |
| LW      | Burgraffer          |

| ZFC: |                 |
|      |                 |
| GK   | Ton de Vries    |
| CB   | G. M. van Rooij |
| CB   | Jan van 't Kaar |
| CM   | Jan den Boer    |
| CM   | Phlip Haverlag  |
| CM   | Cas Bakker      |
| RW   | Gerrit Lust     |
| CF   | Piet Hoogmoed   |
| CF   | Adriaan Schoen  |
| CF   | Gerrit Potse    |
| LW   | A. J. Collette  |

| N.V.B. beker 1925 |
| ----------------- |
| ZFC 1ste titel    |